# Synantheopsis prima
Synantheopsis prima is een zeeanemonensoort uit de familie van de Actiniidae. De wetenschappelijke naam van de soort is voor het eerst geldig gepubliceerd in 1992 door England.